# Bornes milliaires de Cruas
Les bornes milliaires de Cruas sont deux bornes milliaires romaines de France.

## Localisation
Les bornes sont situées sur la commune de Cruas, place de l'Église.

## Historique
Les bornes sont classées au titre des monuments historiques en 1903.